# Rychlostní silnice H5 (Slovinsko)
Rychlostní silnice H5 ve Slovinsku (slovinsky Hitra cesta H5) je zčásti dokončená rychlostní silnice.

## Trasa
Zhruba podél pobřeží Jaderského moře má rychlostní silnice H5 spojit slovinské hranice s Itálií a s Chorvatskem. V Chorvatsku bude přímo navazovat na Istrijský ypsilon, neboť jejím pokračováním je dálnice A9.
Silnice začíná na hranicích s Itálií u Škofije, vede kolem přístavu Koper a má dále směřovat na hranice s Chorvatskem u Dragonji.

## Mimoúrovňové křižovatky
Po dokončení budou na trase rychlostní silnice dvě mimoúrovňové křižovatky:
- Srmin – před Koperem se odděluje nejdelší slovinská dálnice A1, směřující na Lublaň, Maribor a hranice s Rakouskem,
- Škocjan – odděluje se rychlostní silnice H6 vedoucí do přímořských míst Izola a Portorož.

## Současný stav
V současnosti je v provozu úsek od italských hranic ke Koperu, tedy asi polovina z plánované trasy. Zbylé úseky jsou ve výstavbě nebo plánované.